# 아시아넷
아시아넷(AsiaNet)은 1987년 호주, 인도네시아, 일본, 한국, 싱가포르, 말레이시아, 홍콩 사이에 구축된 지역 컴퓨터 네트워크이다.
1980년대 초, 지역 또는 국가별로 개발되고 있던 컴퓨터 네트워크 연동 논의가 시작되었고, 이 연장선에서 아시아의 컴퓨터 네트워크 연구자들도 지역 네트워크 구축 논의를 시작하였다. 전길남의 제안으로 1984년 싱가폴 NUS/UNESCO 워크샵 중에 개최된 회의에는 싱가포르, 인도네시아, 일본, 호주, 한국 5개국 연구자들이 참석하였고, 이들을 초기 멤버로 아시아넷이 출범하였다. 이 회의를 통해 1985년 서울에서 태평양 컴퓨터 통신 국제학술대회(PCCS)가 개최되었다.
PCCS는 최초의 전지구적 컴퓨터 네트워크 관련 국제학술대회의 하나로 당시 시작되고 있던 전지구적 컴퓨터 네트워크 아이디어가 공유되었다. 아시아넷 회원국들은 PCCS 기간 중 협의를 거쳐 UUCP 네트워크를 통해 미국을 경유해 아시아 회원국들을 상호연결하는 방안에 합의하였다. 미국을 경유한 이유는 당시 회원국들 사이에 국제회선이 구축되어 있지 않은 경우가 있었기 때문이었다. 이듬해 더블린에서 열린 아시아넷 회의에서 미국을 경유하지 않고 회원국들을 직접 연결하는 계획으로 변경되었고, 이를 기반으로 1987년 호주, 인도네시아, 일본, 한국, 싱가포르, 말레이시아, 홍콩이 참여한 아시아넷이 구축되었다.
1987년 가동된 아시아넷은 북미와 유럽을 제외한 최초의 지역 UUCP 네트워크였다. 회원국들은 1986년부터 컴퓨터통신합동워크샵(Joint Workshop on Computer Communication; JWCC)을 통해 교류했으며, JWCC는 1994년부터 ICOIN으로 개칭되어 현재까지 지속되고 있다. PCCS와 아시아넷은 컴퓨터 네트워크가 범지구적 네트워크로 확대되는 주요한 기반이 되었으며, 이후 등장한 APCCIRN, APNG, APTLD, APAN 등 아시아 지역의 자율적 네트워크 조율의 효시가 되었다.

## 참고 자료
- Kilnam Chon, “National and Regional Computer Networks for Academic and Research Committee in the Pacific Region,” Proc. Pacific Computer Communications Symposium, Seoul, Korea, Oct.1985, pp.560-566.
- Kilnam Chon, “SDN and PACNET,” Proc. Joint Workshop on Computer Communications, 1987.

- Kilnam Chon, Ed., An Asia Internet History - First Decade (1980~1990), Seoul National University Press, Dec. 2013.

- Kilnam Chon, et al., A Brief History of the Internet in Asia, 2005.5.4/2012.3.8 revised.

- 전길남, 강경란, "초기 한국 인터넷 略史(1982년~2004년)," The e-Bridge, 한국정보처리학회, 2011년 10월.

- Kilnam Chon, et al., "A History of Computer Networking and the Internet in Korea," IEEE Communications Magazine, 2013.2.1.

- 안정배 기록, 강경란 감수, 한국 인터넷의 역사 - 되돌아보는 20세기 -, 서울, 블로터앤미디어, 2014년 8월 20일. ISBN 978-89-965929-6-9

## 같이 보기
- SDN (System Development Network)